# Franciszek Tokarz
Franciszek Tokarz (ur. 5 lutego 1897 we Wronowicach, zm. 5 lipca 1973 w Krakowie) – ksiądz katolicki, profesor KUL, badacz historii filozofii indyjskiej i chińskiej.

## Życiorys
Urodził się we Wronowicach, w powiecie nowosądeckim, jako syn Macieja i Antoniny Tokarzów. Uczęszczał do gimnazjum klasycznego w Nowym Sączu, a od 1912 do niższego seminarium duchownego OO. Jezuitów w Chyrowie. Część nowicjatu odbywał w Welehradzie na Morawach (1914–15). Po studium filozofii w Kolegium jezuickim w Nowym Sączu i teologii w Kolegium jezuickim w Krakowie otrzymał w 1924 święcenia kapłańskie a w roku następnym gradus, odpowiadający stopniowi doktora filozofii i teologii. Zgodnie z ówczesną praktyką jezuitów, napisane prace dyplomowe zostały zniszczone po zakończeniu procedur egzaminacyjnych, dla większej pokory kandydata. W zakonie nauczał łaciny i greki nowicjuszy w Wilnie, Starej Wsi, Chyrowie przy parafii św. Barbary w Krakowie i we Lwowie. 
W 1934 opuścił zakon jezuitów i został przyjęty do ormiańskokatolickiej archidiecezji lwowskiej jako administrator Parafii w Brzeżanach. Według relacji parafian, nauczył się biegle liturgicznego języka ormiańskiego (grabaru) i odprawiał liturgię w dwóch rytach: łacińskim i ormiańskim. Choć w 1938 opuścił tę diecezję, do końca życia uznawał się za jej kapłana – nie przyjął nigdy funkcji w żadnej innej diecezji – kieleckiej czy krakowskiej, na których terenie zamieszkiwał. 
Na jego zainteresowanie filozofią indyjską wpłynęły publikacje jezuitów, Władysława Zaborskiego i Franciszka Kwiatkowskiego, książki Paula Deussena o wedancie i Thomasa Rhysa Davidsa o buddyzmie, oraz Wartości twórcze religijnej myśli polskiej Jadwigi Marcinowskiej. Jego nauczycielami w zakresie sanskrytu i filozofii indyjskiej byli Jan Otrębski (Uniwersytet Stefana Batorego w Wilnie, 1928), Helena Willman-Grabowska (Uniwersytet Jagielloński w Krakowie, 1932–33, 1938–39, 1945–52) oraz Stefan Stasiak i Eugeniusz Słuszkiewicz (Uniwersytet Jana Kazimierza we Lwowie, 1934–38). Jego kolegami w czasie studiów byli znani polscy orientaliści, jak Mikołaj Ałtuchow, Włodzimir Szajan, Tadeusz Pobożniak, Ludwik Skurzak, Ludwik Sternbach, Jerzy Życzyński oraz Jan Tuczyński. Korespondował z prof. Stanisławem Schayerem z Warszawy. W latach 1934–1938 studiował na (Uniwersytecie Jana Kazimierza we Lwowie), gdzie uzyskał absolutorium. Celem uzupełnienia studiów przeniósł się na rok akad. 1938/39 na Uniwersytet Jagielloński. Otrzymał magisterium z orientalistyki na Uniwersytecie Jagiellońskim w 1939 za pracę Poznanie wyzwalające w Upaniszadach, zaś doktorat z indianistyki w 1945 za pracę Mistyczne uświadomienie absolutu podług Upaniszad. W obu przypadkach promotorem była prof. H. Willman-Grabowska.
W latach 1947–52, aby mieć źródło utrzymania, podjął dodatkowe studia anglistyki i romanistyki i uzyskał dwa dodatkowe magisteria. Uzyskał także dyplom z języka międzynarodowego esperanto i był aktywnym esperantystą w krakowskim kole Polskiego Związku Esperantystów. Przyjaźnił się z buddystą z Radomia, również esperantystą, Władysławem Misiewiczem. W latach 1960. uczęszczał do niego w Krakowie Jerzy Grotowski, który pod koniec życia wyznał, że F. Tokarz wywarł na niego wielki wpływ. Za jego ucznia uważał się także Leon Cyboran, pomimo poważnej różnicy zdań na temat jogi jako filozofii pomiędzy nimi. 
Pomimo wieloletnich starań (przewód habilitacyjny otwarty w 1946), nie udało mu się odbyć kolokwium habilitacyjnego na UJ. Habilitację – na podstawie napisanej już w 1942 r., a uzupełnianej do 1952 r. rozprawy o filozofii sankhji pt. Wyzwolenie (mokṣa) według Sāṁkhyakārikā i komentarza Gauḍapādy – otrzymał w 1957 na KUL. Recenzentem jego habilitacji był m.in. Konstanty Régamey z Lozanny. Współpracował krótko także z Erichem Frauwallnerem z Wiednia.
Jeśli chodzi o filozofię chińską był samoukiem. Na zainteresowanie w tej dziedzinie niewątpliwie miało wpływ zapoznanie się z księgozbiorem Zakładu Historii Filozofii KUL, gdzie jest sporo książek dotyczących filozofii chińskiej, ze zbiorów prof. Maurycego Straszewskiego, noszących na marginesach odręczne notatki F. Tokarza. W latach 1955–1962 opanował klasyczny język chiński z podręcznika Ericha Haenischa, gramatyki Georga von der Gabelentz i słownika R.H. Mathewsa; historię myśli chińskiej poznał z podręczników niemieckich (zwł. Alfreda Forkego) i angielskich (np. Feng Youlana) – następnie pracował z dostępnymi mu oryginalnymi tekstami Mo Di, Laozi i Konfucjusza. Próba kontaktów z sinologami niemieckimi z Lipska i Berlina (NRD) zakończyła się niepowodzeniem. Jego nieformalnym uczniem w zakresie filozofii chińskiej był prof. Tadeusz Margul, religioznawca z UMCS i UJ.
Od 1953 do 1971, dojeżdżając z Krakowa (wraz z Karolem Wojtyłą), pracował w Katolickim Uniwersytecie Lubelskim – na Wydziale Filozofii Chrześcijańskiej, wykładając filozofię indyjską i sanskryt, a od 1963 także filozofię chińską, a w latach 1953–58 także na Wydziale Nauk Humanistycznych, wykładając sanskryt i teatr indyjski. Wśród jego uczniów byli m.in. Edward Zwolski, Michał Łesiów, Zbigniew Zaleski, nie wychował jednak żadnych następców. Pochowany został na cmentarzu Rakowickim (pas 64 grobowiec sióstr augustianek). 
Stworzony przez niego precedens studium filozofii indyjskiej spowodował, że od 1973 KUL zatrudnił jako jego następcę dra Leona Cyborana z Warszawy, który już wychował kolejnych specjalistów w tej dziedzinie.

## Wybrane publikacje
- Teizm czy ateizm w Sāṁkhyakārikā. Quaestio de theismo systematis Sāṁkhya in Sāṁkhyakārikā expositi, Kraków 1946;
- Problem duszy w systemach indyjskich. Problème de l'âme dans les systèmes (darśana) indiennes, Kraków 1966;
- Jedność rodzaju ludzkiego w świetle filozofii Wschodu, w: Przegląd Orientalistyczny 1963 nr 2, s. 133–138;
- Čina filozofo Moh Tih kontraů la agresiva milito, w: Espero Katolika 1964 nr 3, s. 29–30, przedruk z uzupełnieniami z rękopisów: Forumilo 1983 nr 1(12), s. 7–8;
- Najważniejsze wiadomości o systemach bramińskich sāṁkhya-yoga w formie pytań i odpowiedzi, w: Zeszyty Studenckiego Koła Orientalistycznego w Lublinie 1981 nr 8, s. 2–11;
- Z filozofii indyjskiej kwestie wybrane część 1, Lublin 1975, wyd. II poprawione i uzupełnione 1990;
- Z filozofii indyjskiej kwestie wybrane część 2, Lublin 1985;
- Filozofia indyjska w Katolickim Uniwersytecie Lubelskim , red. Marta Kudelska, Maciej Stanisław Zięba, Wyd. KUL, Lublin 2019, s. 59-219 ISBN 978-83-8061-788-9. (wydanie z rękopisów 8 niepublikowanych wcześniej artykułów oraz przedruk uzupełnionej wersji artykułu o hymnie Nasadiya).

### Rękopisy i maszynopisy
- Źródło i cel zakonności chrześcijańskiej w porównaniu z buddyjską, Lwów 1932 (rękopis s. 66);
- Poznanie wyzwalające w Upaniszadach, Kraków 1939 (maszynopis s. 25);
- Mistyczne uświadomienie Absolutu podług Upaniszad, Kraków 1945 (rękopis s. 101);
- Thomas Paine's System of Religion, Kraków 1952 (maszynopis, s. 55);
- La Contribution de la «Revue des Deux Mondes» à l'introduction de l'indianisme, Kraków 1952 (maszynopis, s. 62);
- Konfucjusz i jego nauka na podstawie «Lun-yü», Kraków-Lublin 1964 (maszynopis, s. 174)
- Objaśnienie i przekład «Tao-têh-king», Kraków-Lublin 1962–67 (rękopisy: s. 98 + 156 + 325 – 3 wersje);
- Moh Tih i jego nauka, 1964 (rękopis s. 20);
- Komentarz[e] do Lun-yü, b.d. (rękopis s. 126) (jest to właściwie zeszyt przypisów do przekładu, ale sam przekład Lun-yü, tj. Dialogów konfucjańskich F. Tokarza zaginął).